# Albac
Albac (ungarisch Fehérvölgy oder Albák) ist eine Gemeinde im Kreis Alba in der Region Siebenbürgen in Rumänien.

## Lage

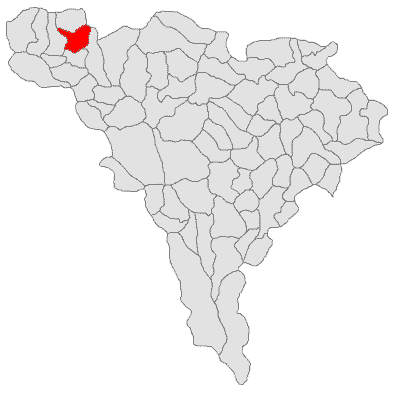
Lage der Gemeinde Albac im Kreis Alba

Im Apuseni-Gebirge an der Mündung des Flusses Arada in den Arieșul Mare, einen Quellfluss des Arieș, und am Drum național 75 liegt der Ort 96 Kilometer von der Kreishauptstadt Alba Iulia und 19 Kilometer von Câmpeni entfernt. Die Gemeinde besteht aus 16 Dörfern mit insgesamt etwa 2000 Einwohnern und umfasst eine Fläche von 5389 Hektar.

## Geschichte
Nach einem Bericht von G. Téglás aus dem Jahre 1889 sind am Ort antike Spuren von Goldwäschereien gefunden worden.
Der Ort wurde zum ersten Mal unter dem Namen Râul Mare im Jahre 1733 als eine Gemeinde mit mehreren Dörfern dokumentiert. In einer Beschreibung von 1782 werden hier zwei große Ortschaften mit sieben bzw. vier Kirchen und 153 Hauswirte genannt. Mit wachsender Bevölkerungszahl entwickelte sich Albac zu einer selbständigen Gemeinde.
Auf dem Gebiet des eingemeindeten Dorfes Sohodol – bei den Höhlen Lucia Mare und Lucia Mică wurden – nach Márton Roska, József Hampel (1898) und Károly Herepey – Funde gemacht, welche in die Frühbronzezeit bis in die Altsteinzeit deuten.
Die Holzkirche Sf. Pantelimon, errichtet 1746 in Albac von Vasile Ursu Nicola (genannt auch Horea), wurde 1907 abgebaut und im Kurort Băile Olănești (Kr. Vâlcea) wiedererrichtet.
Die Bewohner leben heute vorwiegend von der Landwirtschaft, Viehzucht, Obstbau und Arbeiten im Steinbruch.

## Bevölkerung
1850 lebten auf dem Gebiet der heutigen Ortschaft 3547 Einwohner. 3540 waren Rumänen und sieben Roma. 1900 wurde mit 5805 die größte Bevölkerungszahl registriert. Bei der Volkszählung 2002 lebten in Albac 2220 Personen, darunter 2182 Rumänen, ein Ungar und 37 Roma.

## Sehenswürdigkeiten
- Die Rumänisch-Orthodoxe Kirche, gebaut 1880–1884. 1884 stürzte der Turm ein, dieser wurde 1891–1892 erneut aufgebaut und 1943 in seine ursprüngliche Form gebracht.
- Das Dorfmuseum
- Die Büste Horeas (1731–1785), Führer des Bauernaufstandes 1784, im Zentrum der Gemeinde, wurde 1967 errichtet[5] und steht unter Denkmalschutz.[8]

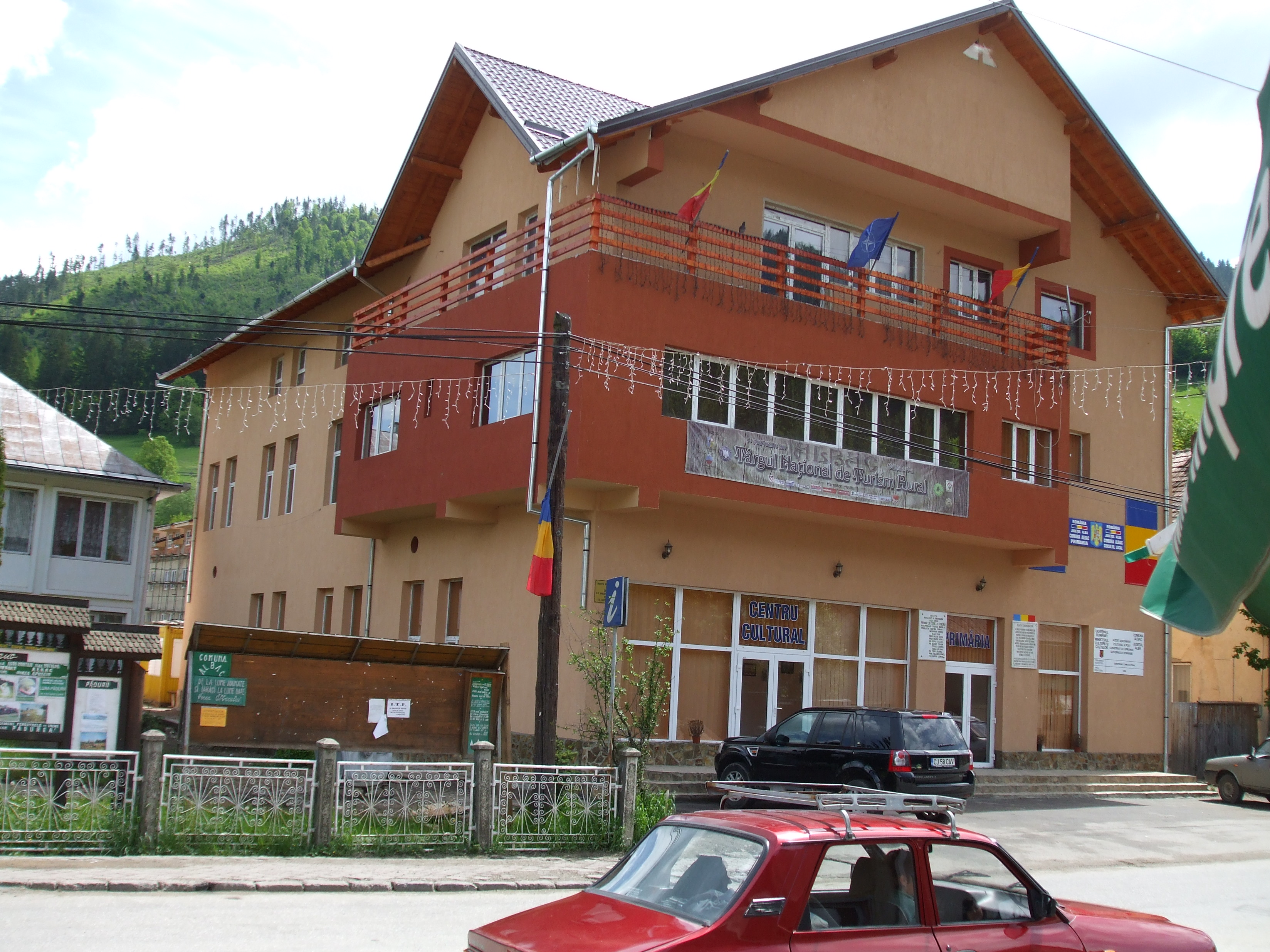
Rathaus von Albac
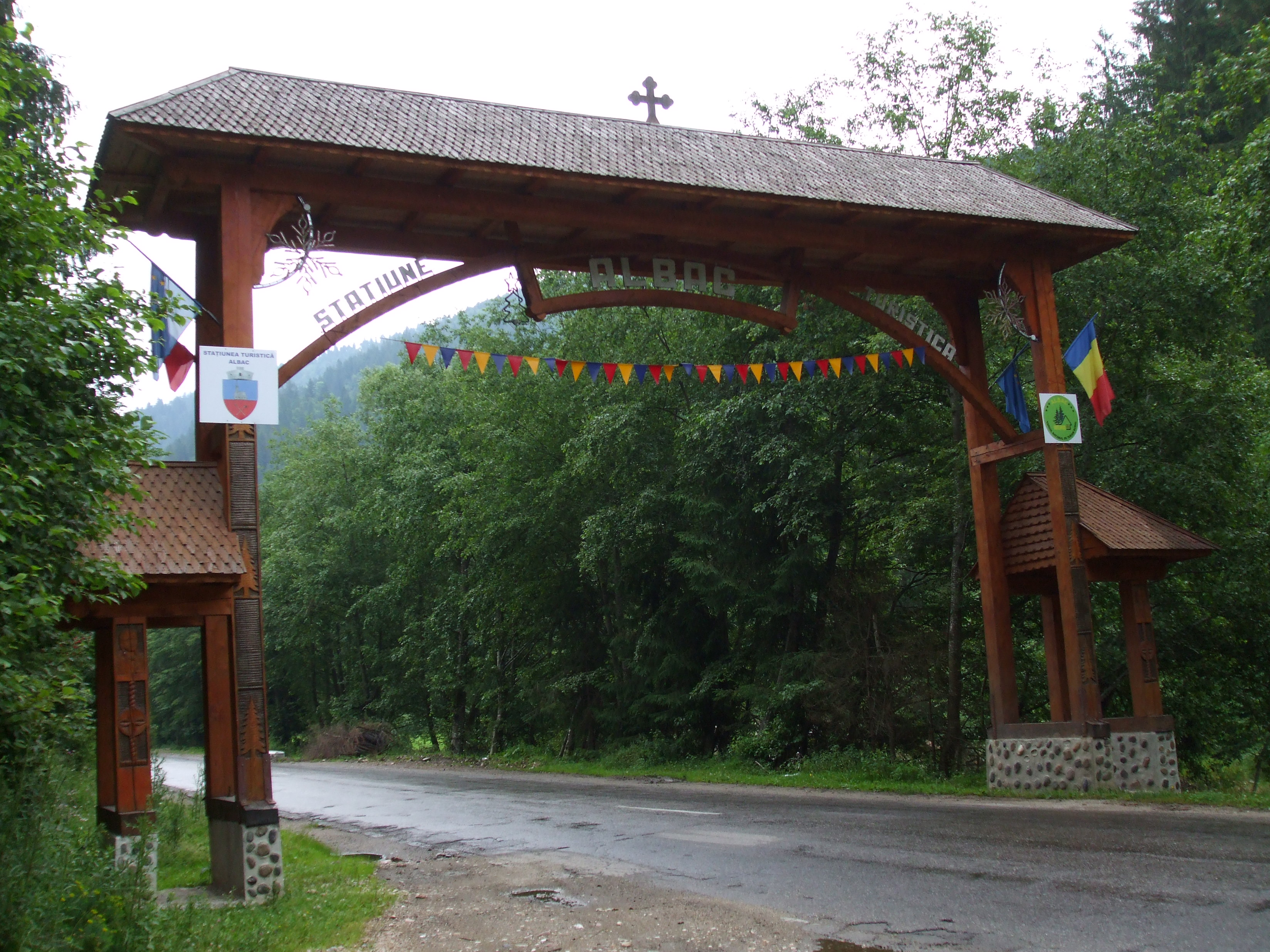
Einfahrt in die Ortschaft Albac
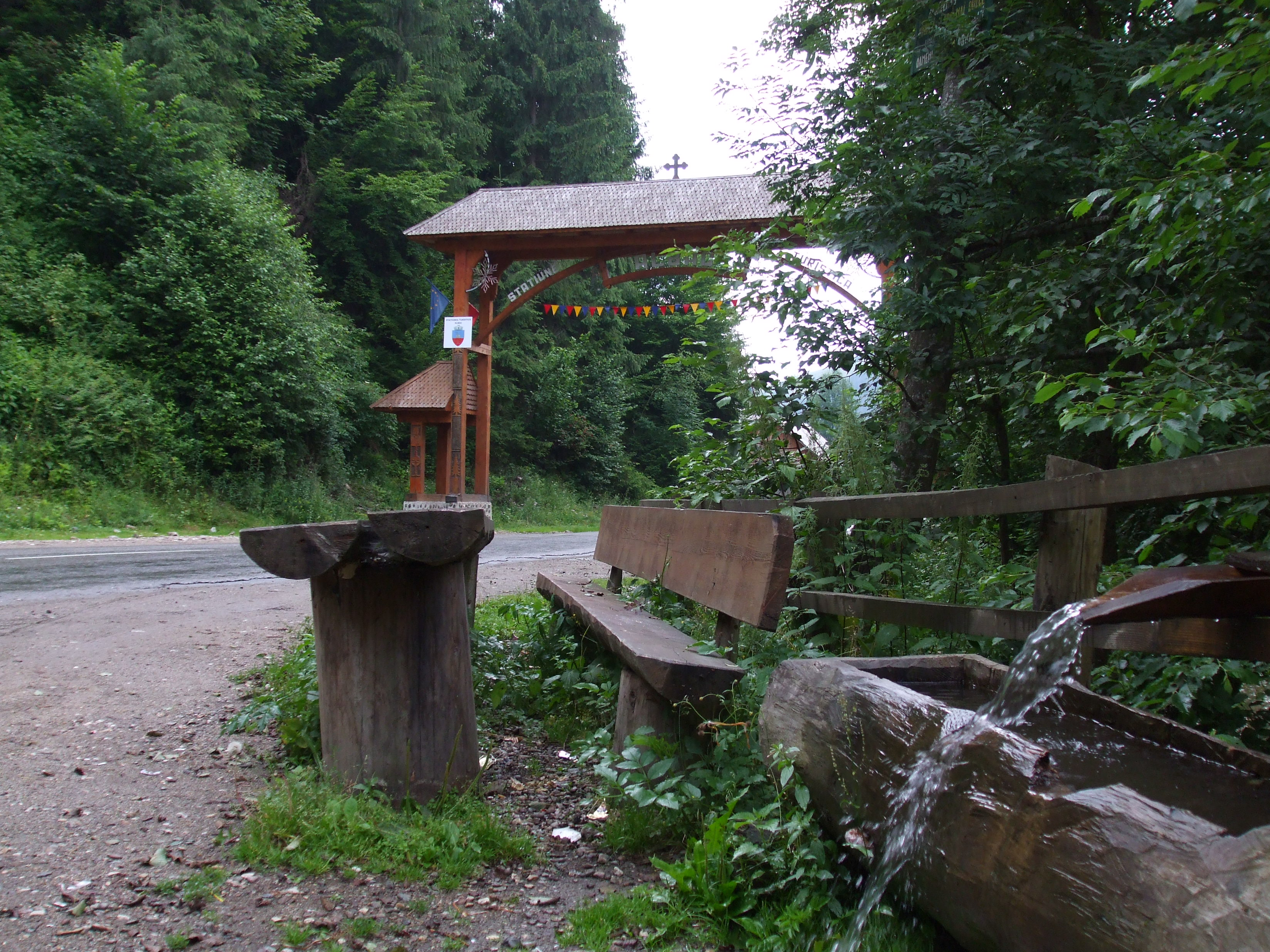
Rastplatz nach der Einfahrt in die Ortschaft Albac
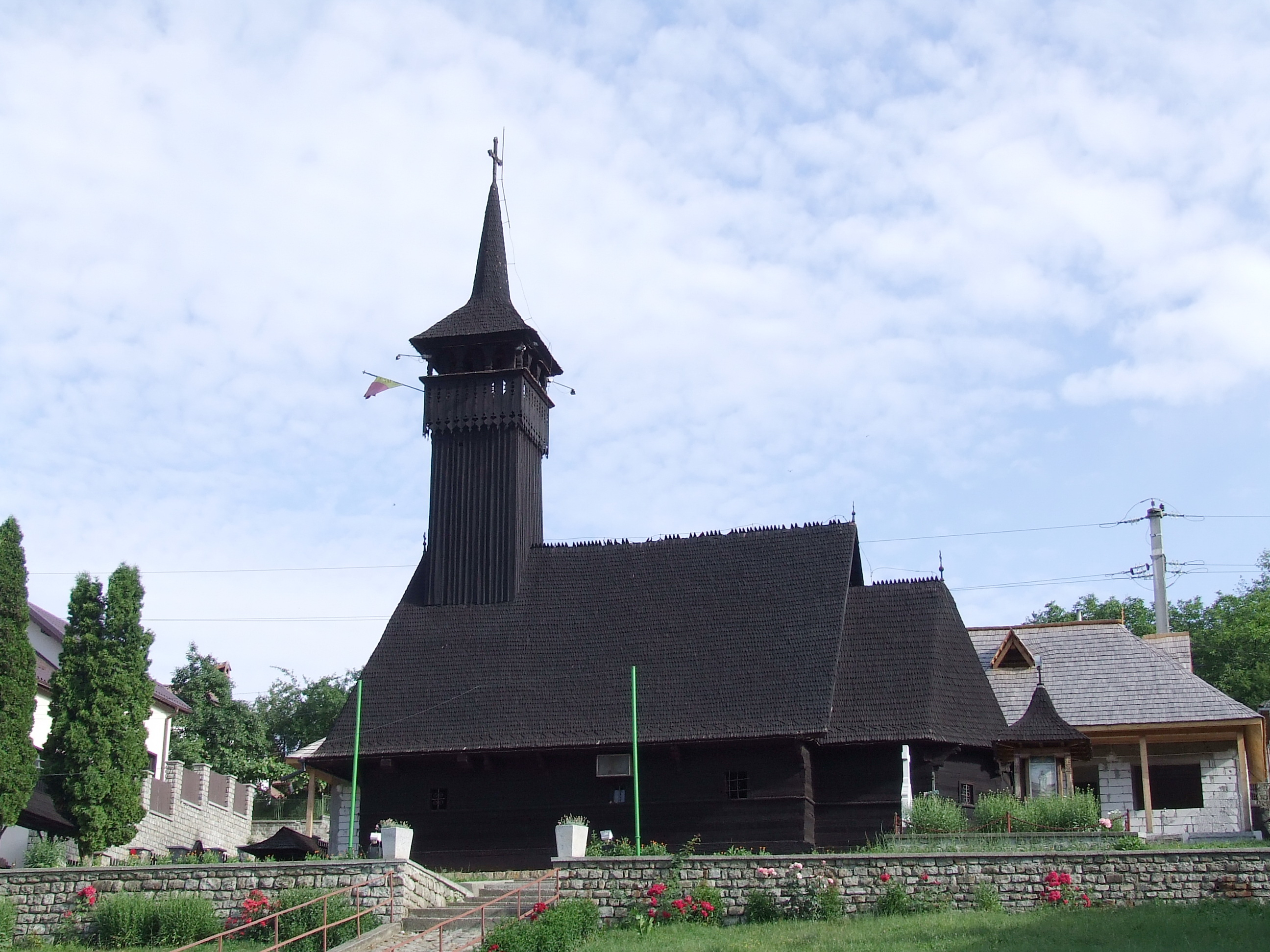
Die Holzkirche Sf. Pantelimon, steht in Olăneşti